# 巴特·科夫德
巴特·科夫德（英語：Bart Kofoed，1964年3月24日—），前美国NBA联盟职业篮球运动员。他在1987年的NBA选秀中第5轮第15顺位被犹他爵士选中。